# 粉嶺南公共圖書館

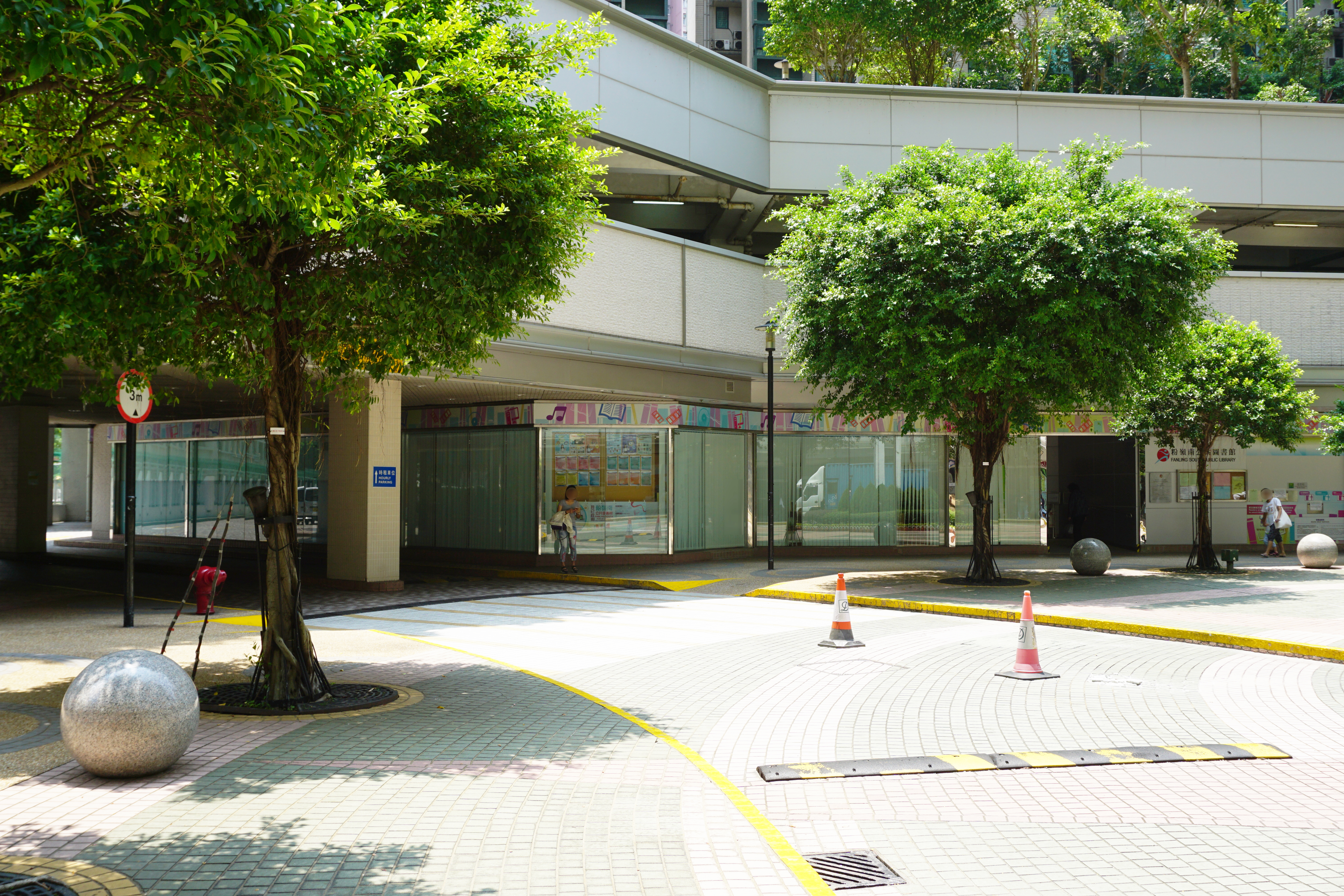
圖書館外觀

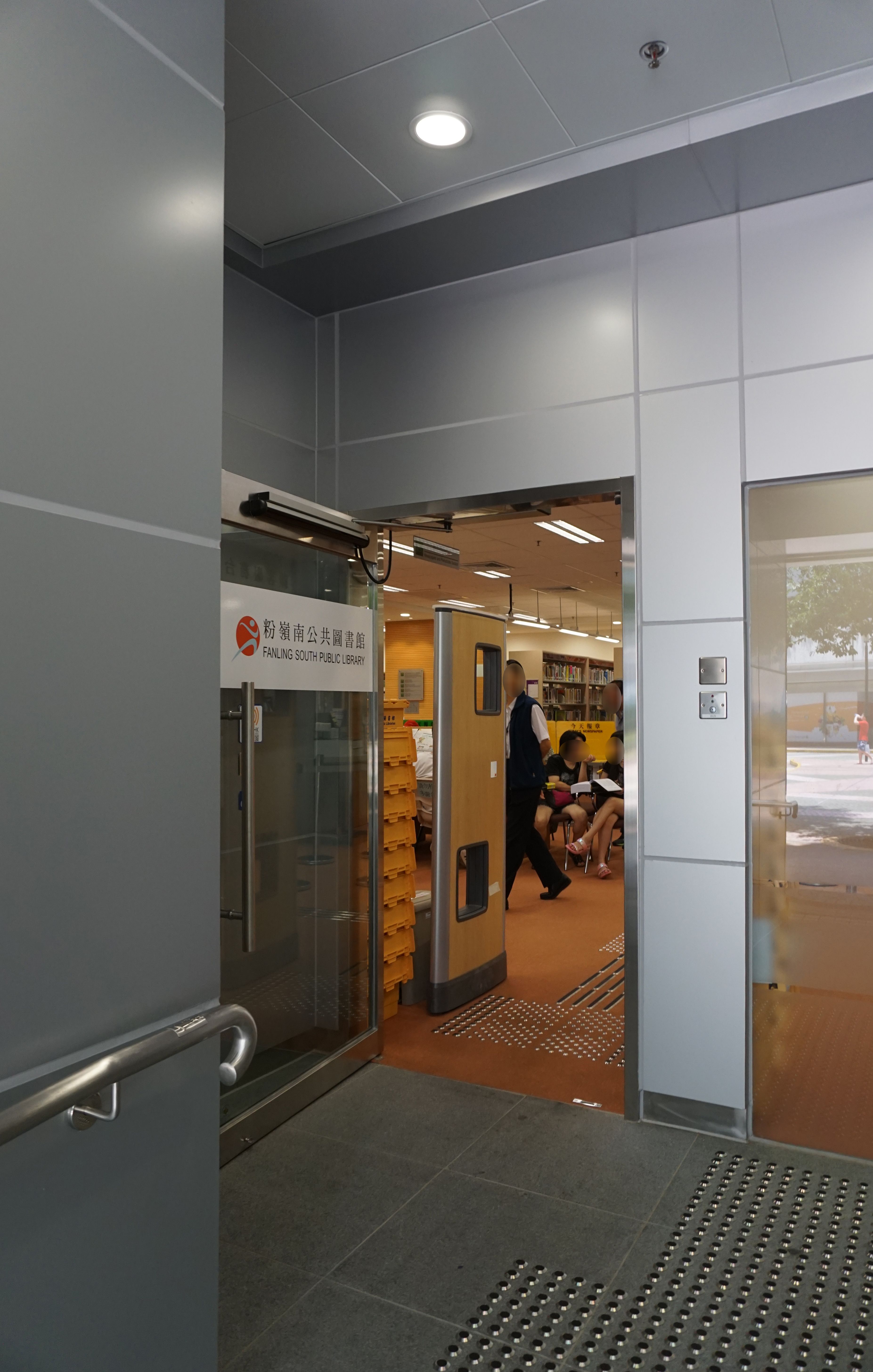
圖書館入口

粉嶺南公共圖書館（英語：Fanling South Public Library）是香港的一間小型公共圖書館，由康樂及文化事務署轄下的香港公共圖書館系統管理。
在2016年至2021年，該館位於新界北區粉嶺牽晴間購物廣場地下G15和G16號鋪位，佔地約為560平方米，並擁有各類書籍、參考資料與鐳射唱片等合共約5萬項館藏，以及約100種本地和海外各類報章與雜誌。粉嶺南公共圖書館於2016年8月23日啟用，並在同年11月7日正式開幕，成為北區第4間公共圖書館。此外，該圖書館也是該區2間小型圖書館之一（另一間為沙頭角公共圖書館），並主要為粉嶺南地區居民提供圖書館服務。

## 歷史
粉嶺南位於香港北區，由華明邨、華心邨、昌盛苑、欣盛苑、花都廣場和牽晴間等公共屋邨、居屋以及私人住宅組成，人口約10萬人。由於根據《香港規劃標準與法則》，其人口數量未能合乎每20萬人口興建一座公共圖書館的規劃標準，香港特別行政區政府截至2015年之前均沒有於當地設立圖書館的計劃，因而引起了部分北區區議會議員關注。後來康樂及文化事務署與非牟利地區團體合作在粉嶺南設置5間「社區圖書館」，並於2003年和2009年分別在昌盛苑與華心邨設立「流動圖書館」，為該區居民提供圖書館服務。可是由於「社區圖書館」面積較小，以及「流動圖書館」只會於每星期特定時間進行服務，因此未能夠平息部分區議員希望在粉嶺南地區增設小型圖書館之意見。
2011年6月3日，部分立法會議員與部分北區區議會議員共同舉行會議，當中不少出席區議員認為由於粉嶺南居民需要步行或使用交通工具前往距離2.4公里的粉嶺公共圖書館以獲得更完善的圖書館服務，引起了不便和安全問題，因而要求在擬建的粉嶺第44區政府綜合大樓內加設一間小型公共圖書館，以及加強區內流動圖書館服務。而出席的立法會議員則表示同意繼續完善粉嶺南地區的圖書館服務，並建議檢討《香港規劃標準與法則》內關於興建公共圖書館之指引；也指出區議員需要就著興建小型圖書館之事宜達成更詳細的共識，並協調附近居民之意見。
後來香港政府接納意見，決定在粉嶺南增設小型圖書館，但則放棄於擬建的政府綜合大樓內建設圖書館之構思，改為委託政府產業署在區內尋找合適地點設立小型圖書館，並於2015年8月與牽晴間業主簽訂協議，正式租用其購物廣場地下G15和G16相連舖位。隨後香港政府在該租用空間進行裝修工程、裝置與配備不同內部設施、測試多項電子系統以及處理超過4萬項圖書館資料等各項準備作業，並根據《康樂及文化事務署場地命名指引》，把新圖書館命名為「粉嶺南公共圖書館」（英語：Fanling South Public Library）。
最終粉嶺南公共圖書館於2016年8月23日開放給市民使用，並在同年2016年11月7日正式開幕，其開幕儀式由時任北區區議會主席蘇西智、康樂及文化事務署署長李美嫦和民政事務局局長劉江華主持。不過，該圖書館投入使用後導致區內其他流動圖書館的到訪數量急劇減少，例如設置於華心邨的流動圖書館服務站其2016年11月的平均到訪人數只有1人，引起資源錯配與浪費之疑慮。
2021年12月28日，該館從原本的地下遷到購物廣場一樓。

## 設施和服務
粉嶺南公共圖書館館內設有兒童借閱圖書館、成人借閱圖書館、參考圖書館、報刊閱覽室和推廣活動室等設施，以及自助借書機、自助還書箱和圖書館目錄終端機等服務，並會定期舉行讀者教育活動、兒童故事時間與書籍展覽等各類推廣活動。另一方面，該館為香港政府WiFi通熱點之一，市民可在館內使用免費Wi-Fi無線上網服務，而館內也提供「互聯網資訊站」終端機讓市民上網。

## 開放時間
粉嶺南公共圖書館的開放時間為香港時間星期二至五09:00-19:00；星期六至日為09:00-17:00；多數公眾假期則由09:00-13:00；逢星期一以及少數公眾假期休館；每週開放合共56小時。

## 外部連結
- 香港公共圖書館 （页面存档备份，存于）
- 粉嶺南公共圖書館 （页面存档备份，存于）